# Stoianovo, Montana
Stoianovo (în bulgară Стояново) este un sat în comuna Vărșeț, regiunea Montana,  Bulgaria. 

## Demografie
Componența etnică a satului Stoianovo
     Bulgari (100%)
     Nicio identificare (0%)
     Altele (0%)
La recensământul din 2011, populația satului Stoianovo era de 84 locuitori. Din punct de vedere etnic, toți locuitorii erau bulgari.